# 2015 OB203
2015 OB203 est un objet transneptunien faisant partie des objets détachés, répondant aux critères de transneptunien extrême. Il est encore mal connu, ayant un arc d'observation d'un an. 